# Centre de Documentació i Museu de les Arts Escèniques
El Centre de Documentació i Museu de les Arts Escèniques de l'Institut del Teatre (MAE) és una institució museística de Barcelona, que pertany a l'Institut del Teatre i que està especialitzada en teatre, dansa, òpera, sarsuela, varietats, màgia, circ i manifestacions parateatrals. Disposa d'un dels fons bibliogràfics i documentals més importants d'Europa. Entre les seves col·leccions destaquen les d'àmbit català i del Segle d'Or espanyol. També disposa d'altres col·leccions notables (cartells i programes de mà, fotografies, teatrins, esbossos escenogràfics i figurinisme) que es difonen a través d'un petit espai expositiu permanent, mitjançant el catàleg virtual Escena Digital i potenciant les exposicions temporals. El Centre de Documentació i Museu de les Arts Escèniques aplega un arxiu, un museu i disposa de tres biblioteques: una a Barcelona, una altra a Terrassa i una tercera a Vic. L'any 2017 van visitar-les un total de 11.532 persones i 24.224 a través de la pàgina web.
El museu és membre de SIBMAS (Société Internationale des Bibliothéques et des Musées des Arts du Spectacle), i participa en el Projecte Europeu ECLAP. En l'àmbit català, participa en diferents projectes del Consorci de Biblioteques Universitàries de Catalunya i al projecte PRAEC (Projecte de Recerca sobre les Arts Escèniques Catalanes).
Al juliol de 2016 el MAE va iniciar el projecte de participació ciutadana anomenat Te'n recordes? que es basa en documentar i identificar els artistes en fotografies des de finals del segle xix fins a l'actualitat. Aquest projecte busca l'especial col·laboració de professionals, afeccionats, crítics del món de l'espectacle i dels espectadors entre d'altres. Posteriorment s'han afegit al projecte objectes de les tipologies d'escenografia, figurinisme i art.

## Història
Els orígens del museu es deuen a Marc Jesús Bertran, crític teatral i musical, qui va idear un Museu del Teatre el 1912 i va presentar un projecte a l'Ajuntament de Barcelona i a la Mancomunitat el 1912. Sense obtenir permís de les institucions, Bertran ja va començar pel seu compte a recollir objectes i documents relacionats amb el món de les arts escèniques. Un any més tard, el 1913, es va crear l'Escola Catalana d'Art Dramàtic, fundada en el marc de la política cultural impulsada per la Diputació de Barcelona presidida per Enric Prat de la Riba.
Deu anys més tard, l'Ajuntament de Barcelona va aprovar el projecte i va crear el Museu del Teatre, la Dansa i la Música, nomenant primer director a Bertran, a qui va cedir un espai al Palau de les Belles Arts.
Després de diverses converses amb Adrià Gual, llavors director de l'ECAD -que seria la llavor de l'actual Institut del Teatre- Bertran va proposar a l'Ajuntament l'adscripció del Museu a l'Escola, proposta que es formalitzaria el 1923, però no duraria gaire. Bertran i el seu Museu sortiren de l'Escola en diverses ocasions fins que l'any 1934, mort ja Bertran, el Museu s'integrà de forma definitiva a l'Institut.
El 1936 es va inaugurar un espai d'exposició permanent a la Casa de la Misericòrdia del carrer Elisabets de Barcelona, que va estar en actiu fins al 1945, quan es va traslladar juntament amb la Biblioteca històrica al Palau Güell, quedant a la Casa de la Misericòrdia la que fou anomenada biblioteca escolar al servei d'alumnes i professors.
Durant aquells anys tant el museu com la Biblioteca van anar incrementant els seus fons, a base de tota mena de llegats i donatius. Van ingressar milers de peces documentals: manuscrits inèdits, esbossos escenogràfics, fotografies, cartells, programes de mà i figurins entre d'altres. Cal destacar la incorporació el 1968 de la biblioteca i el fons documental d'Artur Sedó (1881-1965), un bibliòfil i empresari català provinent del món del tèxtil. Aquest fons, amb més de 90.000 títols, va fer que el museu es convertís en un dels centres més importants d'Europa pel que fa a fons bibliogràfics teatrals, on destacaven especialment el fons de teatre català de finals del segle xix i inicis del XX i de teatre del segle d'or espanyol.

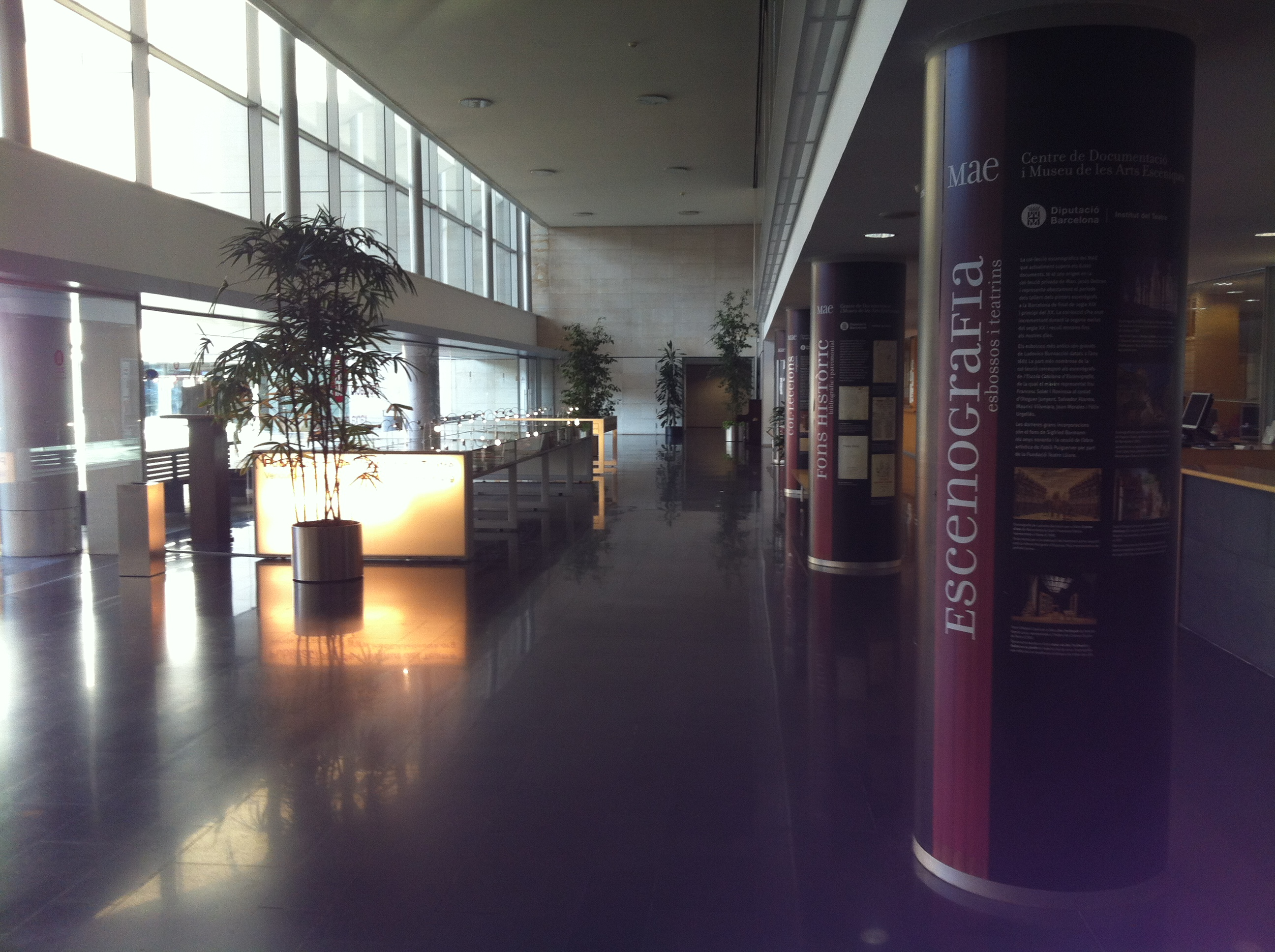
Petita exposició al hall de l'Institut del teatre.

Més endavant a partir del 1970, sota la direcció de Xavier Fàbregas, es va plantejar la idea de crear un Centre de Documentació, amb la intenció de fusionar biblioteca i museu en una única institució operativa. Un cop creat, es va centrar a catalogar i documentar la multitud de fons que es van anar incorporant a la col·lecció. També va donar suport a campanyes de divulgació de la cultura escènica organitzant conferències, exposicions i premis teatrals entre altres activitats. El 1975 la Biblioteca-Museu va adoptar el nom oficial de Centre d'Estudis i Documentació de les Arts de l'Espectacle i la Comunicació (CEDAEC), i més endavant el va adaptar per Centre de Documentació de l'Institut del Teatre (CDIT).
L'any 2000 es va inaugurar el nou edifici, on es van ajuntar el Museu, la Biblioteca històrica i la Biblioteca docent, tot adoptant l'actual denominació: Centre de Documentació i Museu de les Arts Escèniques (MAE). Des de llavors el museu s'ha centrat a documentar els fons i iniciar la seva digitalització. L'any 2017 hi havia 111.500 imatges disponibles a internet.
El mes de març de 2011 es va signar un acord entre l'Ajuntament de Barcelona i la Diputació de Barcelona pel qual l'Ajuntament cediria l'edifici de la Casa de la Premsa, obra de l'arquitecte Pere Domènech i Roura, construït per l'Exposició Internacional de 1929 per tal instal·lar-hi l'exposició permanent del museu. Un any després, l'agost de 2012, la coordinadora de Cultura de la Diputació de Barcelona, Rosa Serra, va dir que es paralitzava el projecte "per prudència". El 2015 es va anunciar que s'estudiaria la reforma del Teatre Arnau, de titularitat municipal, per tal de situar-hi el museu, incorporant els arxius i peces històriques de l'Institut del Teatre. Posteriorment, el canvi de govern de l'Ajuntament de Barcelona va descartar la proposta. Finalment, l'any 2017, la plataforma Recuperem l'Arnau van aconseguir, a través d'un procés participatiu, que l'Ajuntament de Barcelona acceptés convertir el Teatre Arnau en un museu del Paral·lel i espai comunitari.
Historial de seus del museu

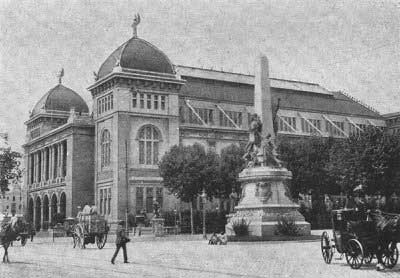
Palau de les Belles Arts (1923-1936)
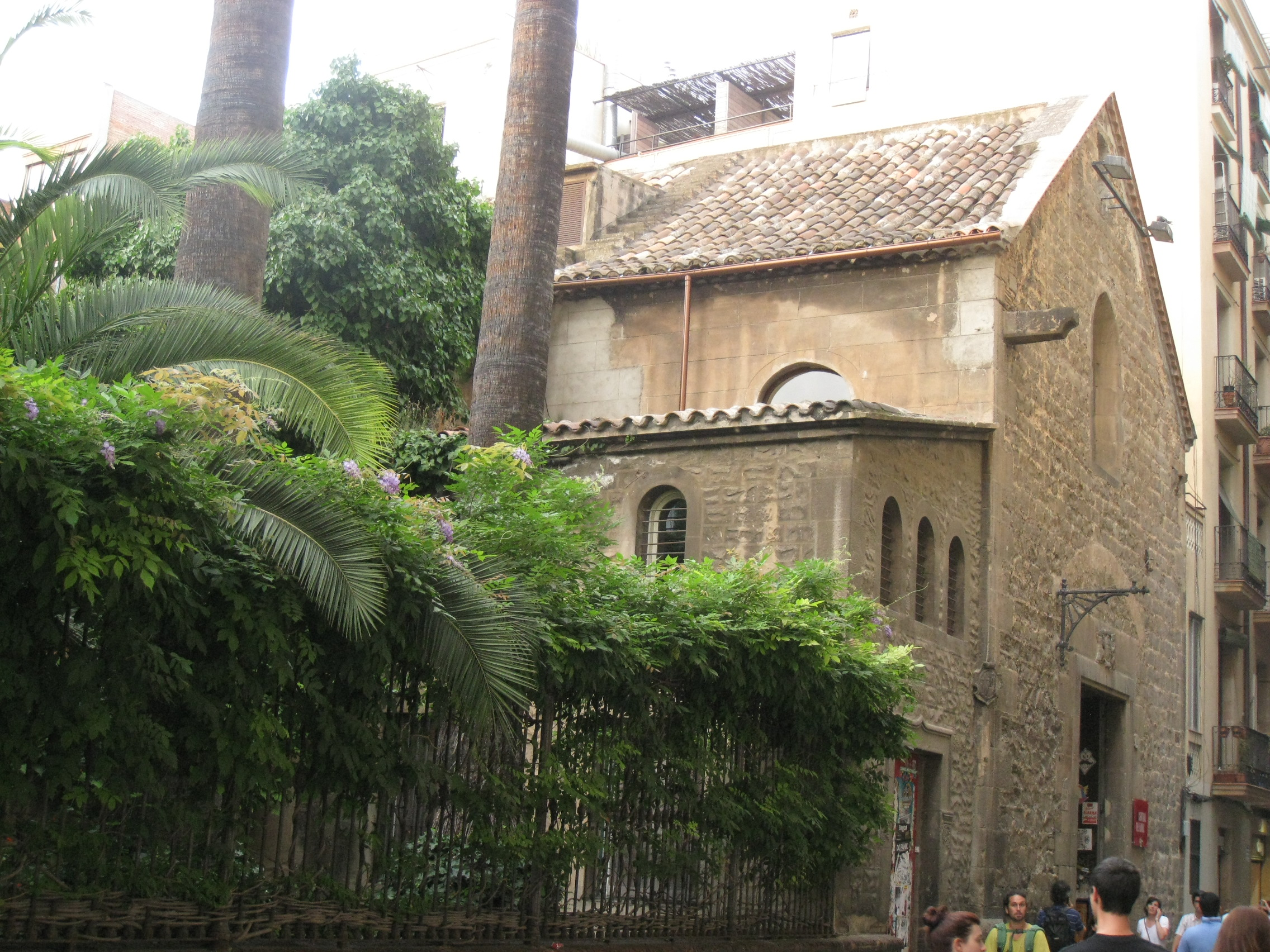
Casa de la Misericòrdia (1940-1954)
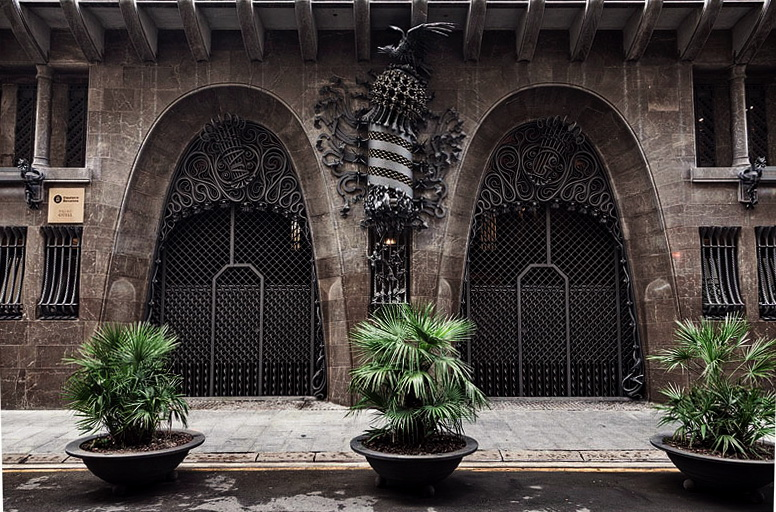
Palau Güell (1954-1996)
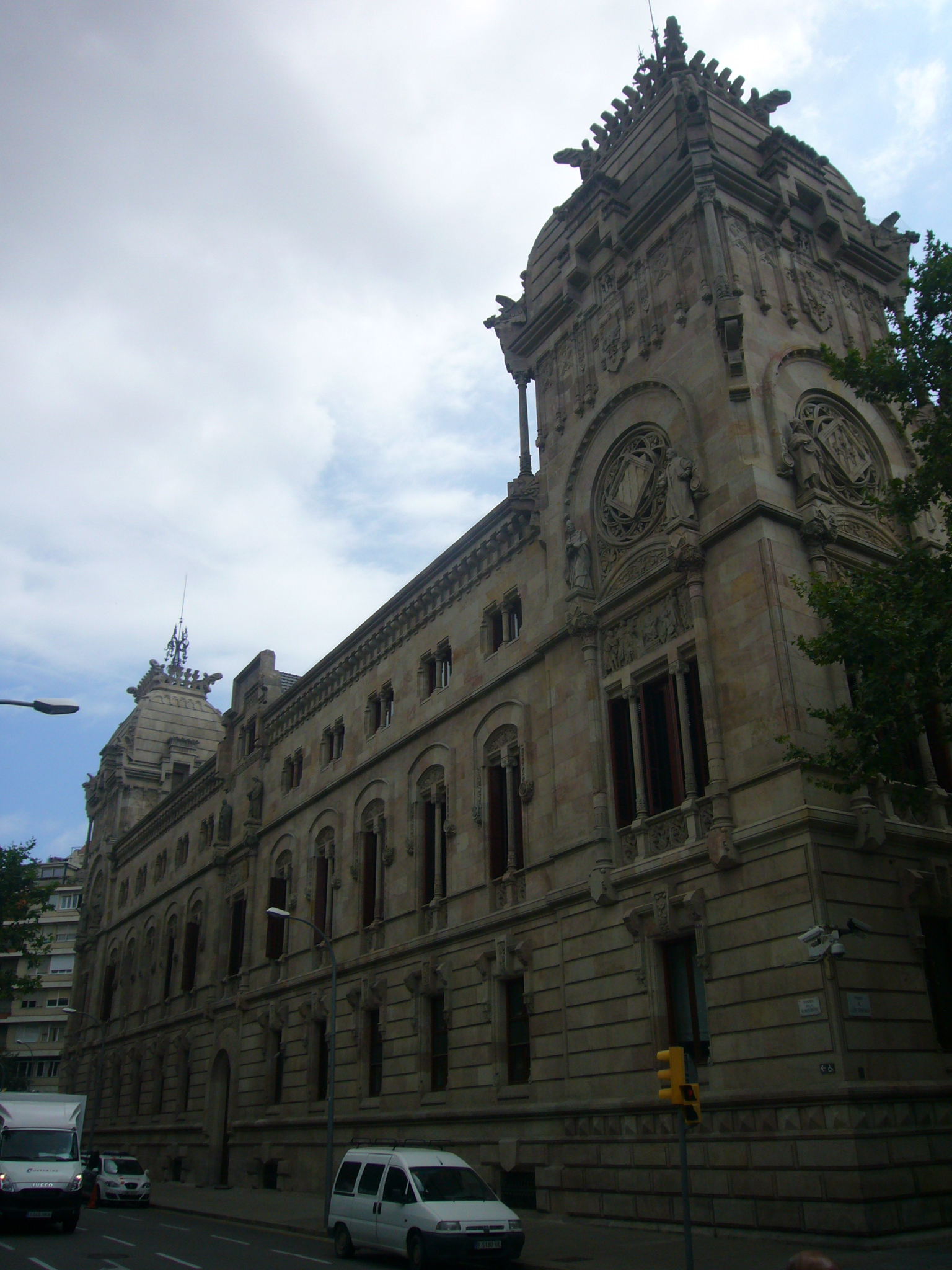
Magatzem del Carrer almogàvers (1996-2000)
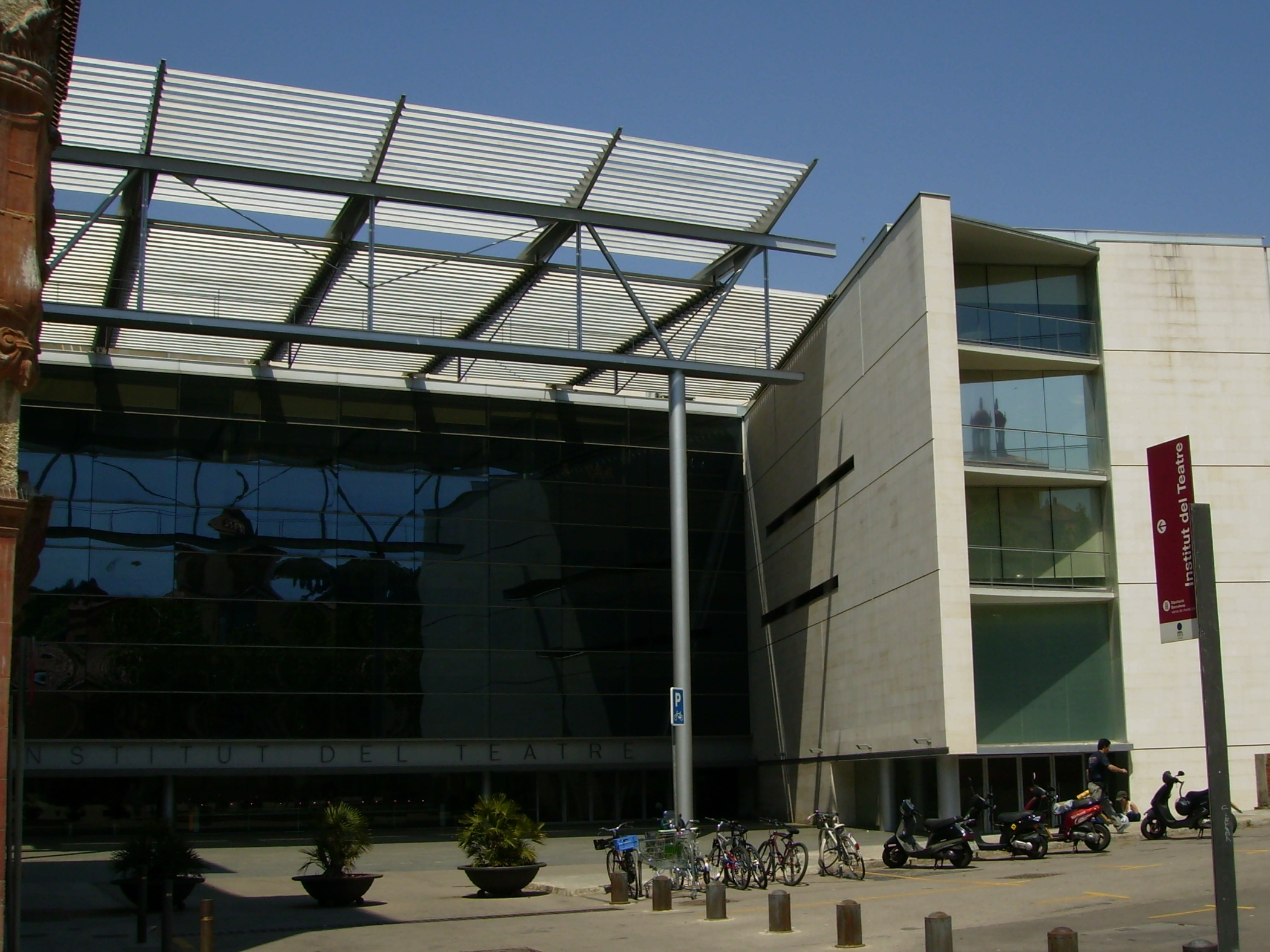
Institut del Teatre (des del 2001)

### Objectiu
L'objectiu del museu és preservar la memòria de les arts escèniques de Catalunya, recollint tota la documentació associada (textos, programes de mà, esbossos escenogràfics, figurins, vestits…), donant suport a la docència i la recerca que s'imparteix als diferents centres docents de l'Institut del Teatre, difondre i preservar els fons bibliogràfics, museístics i d'arxiu; i donar resposta a les demandes d'informació sobre les arts escèniques catalanes.
També ha col·laborat al projecte Teatre Auri dins la Biblioteca Virtual Miguel de Cervantes, que tracta de difondre la literatura dramàtica amb una selecció d'obres completament digitalitzades dels segles xvi i xvii.

## Col·lecció
El MAE disposa d'un fons molt divers pel que fa a tipologia i col·leccions, amb més de 500.000 peces i documents que ha anat incorporant al llarg de la seva història. Actualment hi consten 130.446 registres a la biblioteca, 24.649 al museu i a l'arxiu i s'han dut a terme un total de 55.684 digitalitzacions.

### Orígens
Dels objectes que formaven part de la col·lecció fundacional, cal destacar els esbossos i teatrins dels escenògrafs Maurici Vilomara, Salvador Alarma, Sebastià Carreras i Oleguer Junyent; així com els figurins de Francesc Soler i Rovirosa, Apel·les Mestres i Lluís Labartra; les fotografies d'Audouard i Amadeu per al teatre català i els llegats dels actors Lleó Fontova i Mareca i Iscle Soler. Entre 1955 i el 1970 es van incorporar d'altres llegats i donatius, entre els quals destaquen els d'Alexandre Nolla, els germans Enric i Jaume Borràs, Antònia Mercè, Carmen Tórtola Valencia i Maria Morera.
Més endavant, entre els 70 i el 1990, es van incorporar al fons, entre d'altres, la col·lecció de miniatures de Jaume Respall, els arxius d'Adrià Gual i d'Enric Giménez, els fons escenogràfics de Ramon Batlle, Joan Morales, Artur Carbonell, Bartolí i Amadeu Asensi, així com diversos objectes dels titellaires Anglès i Didó, les marionetes de Harry Tozer i l'arxiu fotogràfic de Pau Barceló.
En els últims anys també s'han incorporat figurins de Maria Araujo, les castanyoles de José de Udaeta, els fons de Fabià Puigserver, els vestits de Victòria dels Àngels,el llegat d'Aurora Pons, els arxius fotogràfics de Pilar Aymerich i Colita, la col·lecció d'indumentària de Gelabert Azzopardi i la donació de l'arxiu de la Fura dels Baus.

### Fons

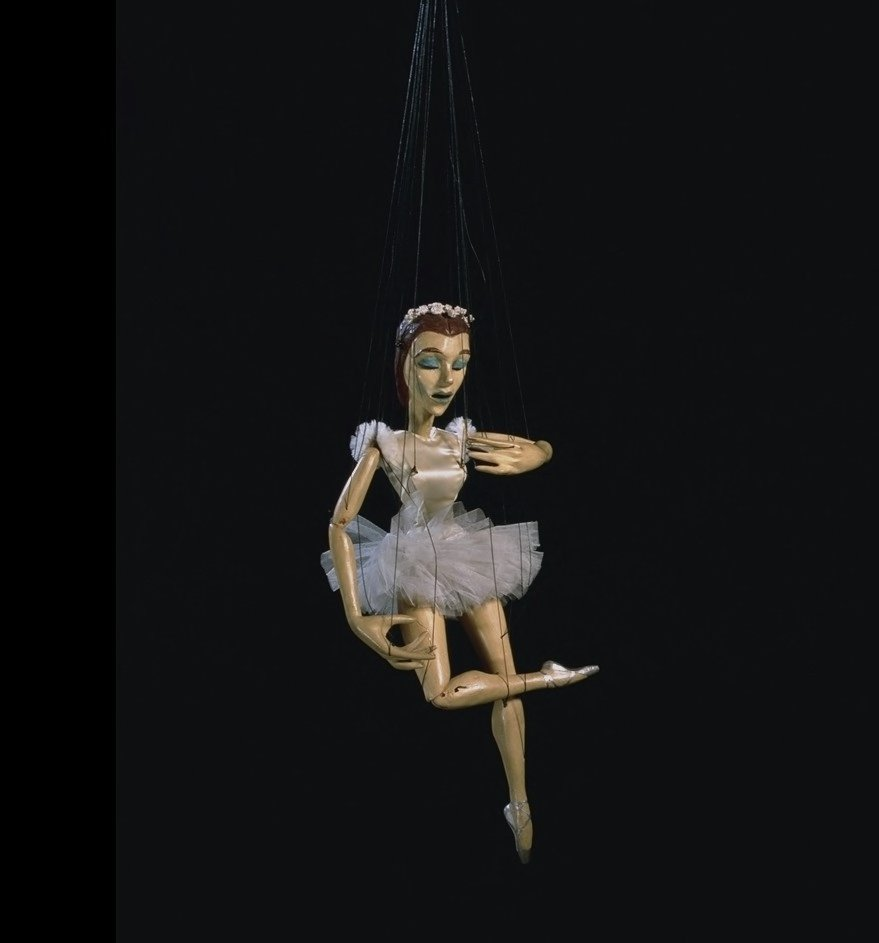
Ballarina Clàssica de Harry Vernon Tozer.

- Col·leccions singulars: formades per els fons personals, els fons institucionals i les col·leccions especials.
  - Fons personals: enclouen documentació molt diversa relacionada amb la trajectòria professional d'una personalitat, com és el cas dels fons relatius a Aurora Pons, Enric Guitart, Fabià Puigserver, Franz Joham, Gonzalo Pérez de Olaguer, Mary Santpere, Masó Majó, Mestres Cabanes, Ramon Solé i Valdívia, iXavier Regàs i Castells, Rosa Novell, Antonio el ballarí, Ángel Carmona, Emma Maleras, entre d'altres.
  - Fons institucionals: Provinents d'arxius de teatres, companyies i festivals d'arts escèniques, on destaquen el Teatre Malic, Teatre el Molino, Teatro Real, Teatre Romea, Centre Dramàtic Vallès, Grup Teatre Independent i La Fura dels Baus.
  - Col·leccions especials: En aquesta categoria es poden trobar col·leccions o arxius que per la seva tipologia,origen i valor, mereixen una comunicació i difusió específica.
- Fons bibliogràfic: Format per uns 128.854 volums, 9.550 manuscrits i documentació diversa com ara autògrafs, epistolaris, contractes, etc. Destaquen el fons Aureliano Fernández Guerra, que consta de 190 volums amb 12 obres cadascun d'ells, són impresos i manuscrits; el fons Ducs d'Osuna; el fons Emilio Cotarelo y Mori que es compon de gairebé 3.000 títols que formen una unitat tipològica pel que fa a l'anomenat "teatre menor" en edicions rares del segle xvii, sovint també amb anotacions autògrafes; el fons Pedro Salvà i Ricardo Heredia, una col·lecció formada a mitjan segle xix a París pel marxant en llibres Pedro Salvà en la que destaquen les obres de teatre menor (entremesos, lloes, passos, balls i èglogues) agrupades en dotze volums de petit format; el fons Joaquin Montaner, de teatre menor dels segles xvi i xvii; el fons Josep Canals, empresari de diversos teatres barcelonins (Novetats, Principal, Romea i Tívoli), del qual els seus arxius provenen moltes obres manuscrites inèdites que ofereixen un bon panorama del repertori teatral català del primer terç del segle xx; fons Lluís Millà, prop de 5.000 títols que comprenen tota la història del teatre català dels segles XIX i XX. Altres procedències significatives són les de la Casa García Rico i Compañía de Madrid; Enric Giménez (inclou textos teatrals, programes, dibuixos i manuscrits originals); Givanel i Mas, amb alguns documents procedents del fons d'aquest notable cervantista català; Díaz Escobar, amb documentació sobre actors del segle xix i algunes comèdies soltes; Lasso de la Vega, humanista i republicà andalús; Eduardo Marquina, amb un fons de 200 obres manuscrites i impreses; i, el fons Fernández Shaw, amb un repertori significatiu de sarsueles, entre d'altres. També hi ha accés a la International Bibliography of Theatre & Dance.
- Fons audiovisual: Està format per més de 8.157 enregistraments de vídeo, so i multimèdia, en creixement continu, i amb la finalitat de donar suport visual i d'àudio a l'estudi, la docència i la investigació, així com la creació i producció d'espectacles. Es conserven les produccions pròpies de l'Institut, bàsicament els tallers de teatre i dansa i d'altres activitats com tesines de finals de carrera, seminaris, conferències o workshops, entre d'altres.
- Fons de cartellisme: El museu conserva més de 7.079 cartells d'àmbit teatral de procedències diverses i abast geogràfic europeu, que enclouen representacions que van des del segle xix fins a l'actualitat prioritzant els d'àmbit català. El 95% d'aquest fons es troba digitalitzat a Escena Digital.
- Fons escenogràfic: Amb més de 8.239 documents, representa bastament el període dels tallers dels pintors escenògrafs a la Barcelona de finals de segle xix i principis del XX, incrementant-se durant la segona meitat del segle XX fins als nostres dies. Destaquen les obres d'autors com ara Francesc Soler i Rovirosa, Oleguer Junyent, Salvador Alarma, Maurici Vilomara, Joan Morales, Fèlix Urgellés, Fabià Puigserver, Sigfrid Burmann o els peculiars teatrins en miniatura de Jaume Respall.
- Fons de figurinisme: Format per més de 8.279 dissenys creats per autors com Francesc Soler i Rovirosa, Apel·les Mestres, Trabal Altés, Álvaro de Retana, Lluís Labarta, María Araujo o Alexandre Soler. Destaquen els més de 1.300 figurins creats per Fabià Puigserver o els dissenys de Marià Andreu i del dibuixant de còmics Nazario.
- Col·lecció de titelles i marionetes: Formada per 570 peces de l'art titellaire, on destaquen objectes de les col·leccions de Didó (Ezequiel Vigués), Anglès, Guinovart, Ingeborg, Vergés i les del marionetista Harry Vernon Tozer, cobrint especialment el teatre de titelles català de mitjan segle xx.[23]
- Fons d'indumentària: El MAE compta amb un fons de més de 1.045 vestits de diferents artistes de l'escena. Destaquem les col·leccions d'Enric Borràs, Jaume Borràs, Lola Membrives, Margarida Xirgu i Maria Espinalt, així com els de la ballarina Tórtola Valencia, Carmen Amaya, el baríton Celestino Sarobe i el tenor Francesc Viñas. Les darreres grans incorporació han estat, l'any 2008, les 100 peces de vestuari i attrezzo de la soprano Victòria dels Àngels i les 275 de la companyia de dansa Gelabert-Azzopardi incorporades al 2013.
- Objectes: Compta amb més de 390 peces on destaquen les col·leccions de 539 parelles de castanyoles de José de Udaeta i la de 1000 objectes de màgia dels Germans Roca.
- Fons artístic: Comprèn més de 936 peces, de diversa tipologia artística (dibuixos, pintures, gravats, escultures etc.) de molt variada procedència a la que destaquen les obres de Ramon Casas, Santiago Rusiñol i Marià Andreu en l'àmbit de pintura i obres dels escultors Lluís Montané, tres escultures de la ballarina Carmen Tórtola Valencia de Joaquim Viladomat, i l'escultura de Subirachs de Núria Espert.
- Arxiu fotogràfic: Conserva reportatges d'espectacles i fotografies de personatges relacionats amb les arts escèniques, i conté més de 300.000 imatges d'espectacles, d'actors, cantants lírics, compositors, instrumentistes, escenògrafs, autors literaris, etc. En destaca la rellevància de fotògrafs de finals de segle xix i inicis del XX com Rafael Areñas i Miret, els fotògrafs Napoleon, Nadar, Pau Audourd, Antoni Esplugas, o més actuals com Pau Barceló, Pilar Aymerich, Documents Sedó, Teatre Regina, Teatre Romea, Fons Institut del Teatre, Colita[24] i Manel Gausa.[25] Des de 1980 el MAE fa adquisicions regulars de reportatges d'espectacles de la temporada teatral catalana. L'any 2019 va adquirir l'arxiu fotogràfic del fotògraf Josep Aznar, format per uns 3.000 rodets, 40.000 imatges digitals i 1.500 diapositives, amb un total d'uns 900 fotoreportatges.[26]

- Programes de mà: Formada per prop de 21.239 impresos dels espectacles que es representen als teatres de Barcelona, de Catalunya, la resta de l'Estat i l'estranger des de 1860 fins a l'actualitat. Destaca la col·lecció de programes de teatres del Paral·lel durant la postguerra (1940-1970).

### Peces destacades
Entre les múltiples col·leccions destaquen algunes peces:
- Secreter del despatx d'Àngel Guimerà de Gaspar Homar. 1908 ca., Fusta, 174x94x40 cm
- Vestit i barret per a l'estrena absoluta de "Doña Rosita la soltera, o el lenguaje de las flores" de Federico García Lorca estrenada al Teatre Principal l'any 1935, utilitzats per Margarida Xirgu. Indumentària confeccionada per Manuel Fontanals. 1935, teixit de seda, tul i flors artificials.
- Vestit i complements de "Radamés" per Aida de Giuseppe Verdi al Gran Teatre del Liceu, utilitzats per Francesc Viñas. Anònim. 1903, teixit de seda, cotó i fils metàl·lics.
- La Commedia dell'Arte de Marià Andreu i Estany. 1926, oli sobre tela, 129 x 122 cm[27]
- Ànec d'Ezequiel Vigués (Didó). Titella de cartró i fusta. 58 x 38 x 16 cm
- Retrat de Maria Riquelme de Santiago Rusiñol. 1895, oli sobre tela, 185 x 90 cm
- Tórtola Valencia a "Danza oriental" de Josep Viladomat. 1919 ca., estàtua de bronze, 46x14x15 cm
- Esbós per a l'obra Nausica. Acte I d'Adrià Gual pel Teatro Eldorado de Barcelona. 1921 esbós d'escenografia, tècnica mixta.
- De la terra al sol. Acte I per l'opereta de màgia de J.Moles i N. Manent al Teatre Tívoli, de Francesc Soler i Rovirosa. 1879, teatrí d'aquarel·la.
- Figurins de Cinta per a "Un lloc entre el morts" al Teatre Lliure de Fabià Puigserver. 1980, sèrie de figurins en tècnica mixta.
- Enric Borràs com a Manelic a Terra baixa de Ramon Casas. 1897 ca., oli sobre tela, 200 x 120 cm.
- Vestit oriental de Tórtola Valencia. 1913-1920 ca., teixits originaris de l'Índia en seda, cotó, brodat amb fil de seda, lluentons, miralls, fil metàl·lic, serrell de granets de vidre, boles de fusta i baquelita.
- Cavaller "Tranquil o Pericu" de Jaume Anglès, 1927 ca., fusta, 43 x 47 x 8 cm.
- Litografia signada i os de la mà de Calderon de la Barca d'Antonio Gómez Cross. 1840, 49 x 32,5 cm (amb marc).[28]

Peces destacades al MAE
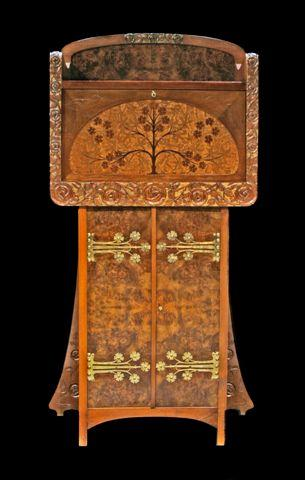
Secreter del despatx d'Àngel Guimerà de Gaspar Homar
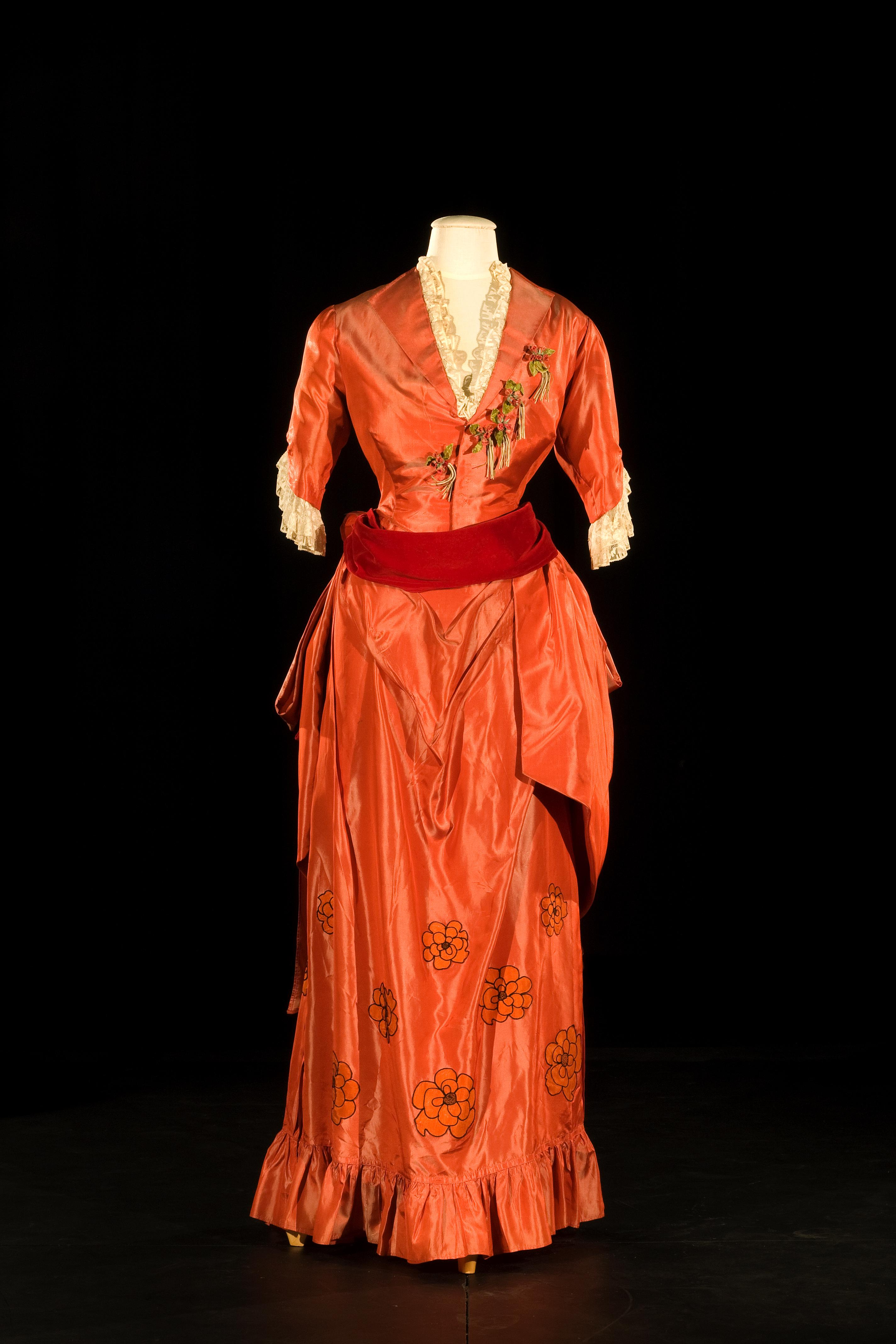
Vestit per a l'estrena absoluta de "Doña Rosita la soltera, o el lenguaje de las flores", utilitzat per Margarida Xirgu
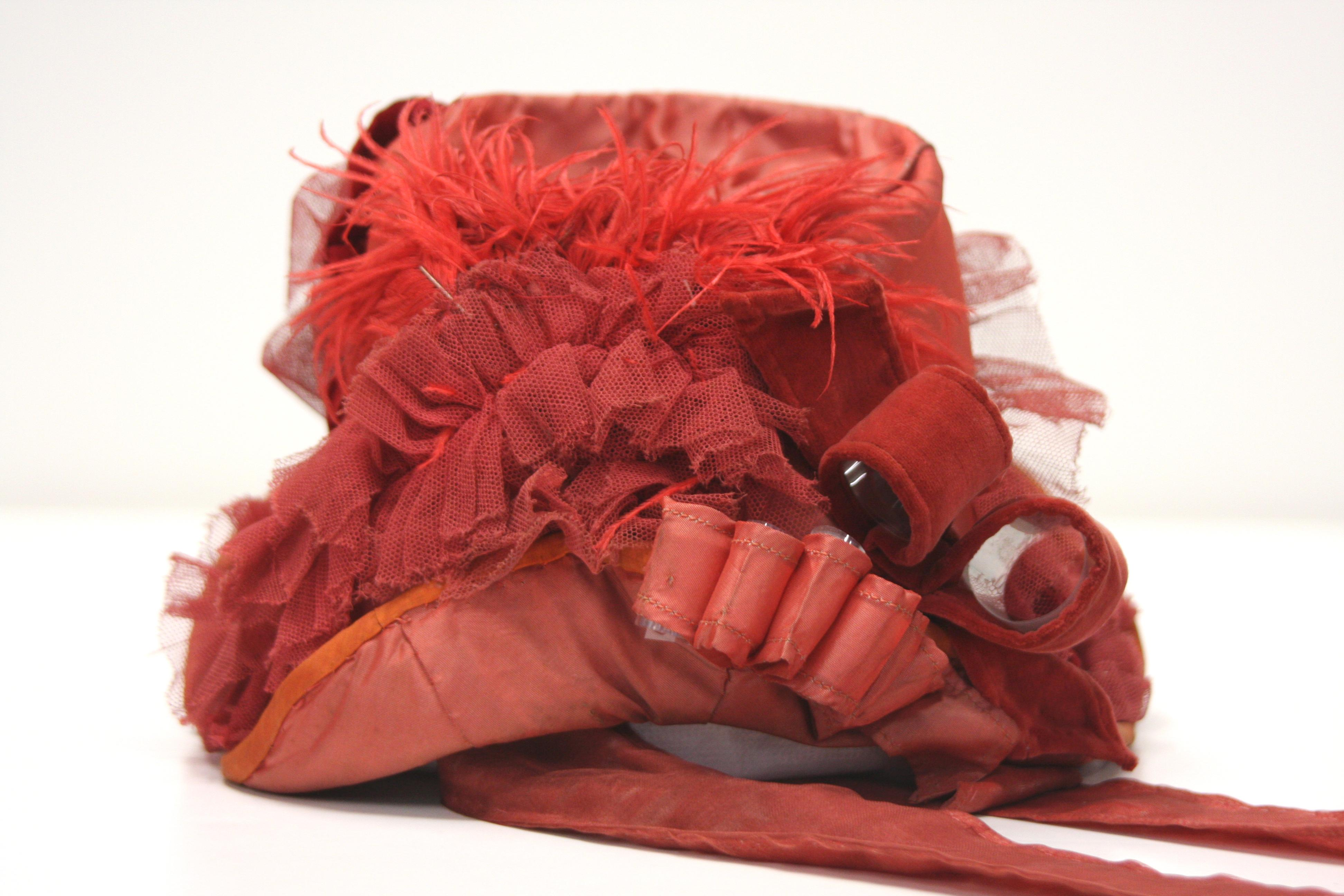
Barret per a l'estrena absoluta de "Doña Rosita la soltera, o el lenguaje de las flores", utilitzat per Margarida Xirgu
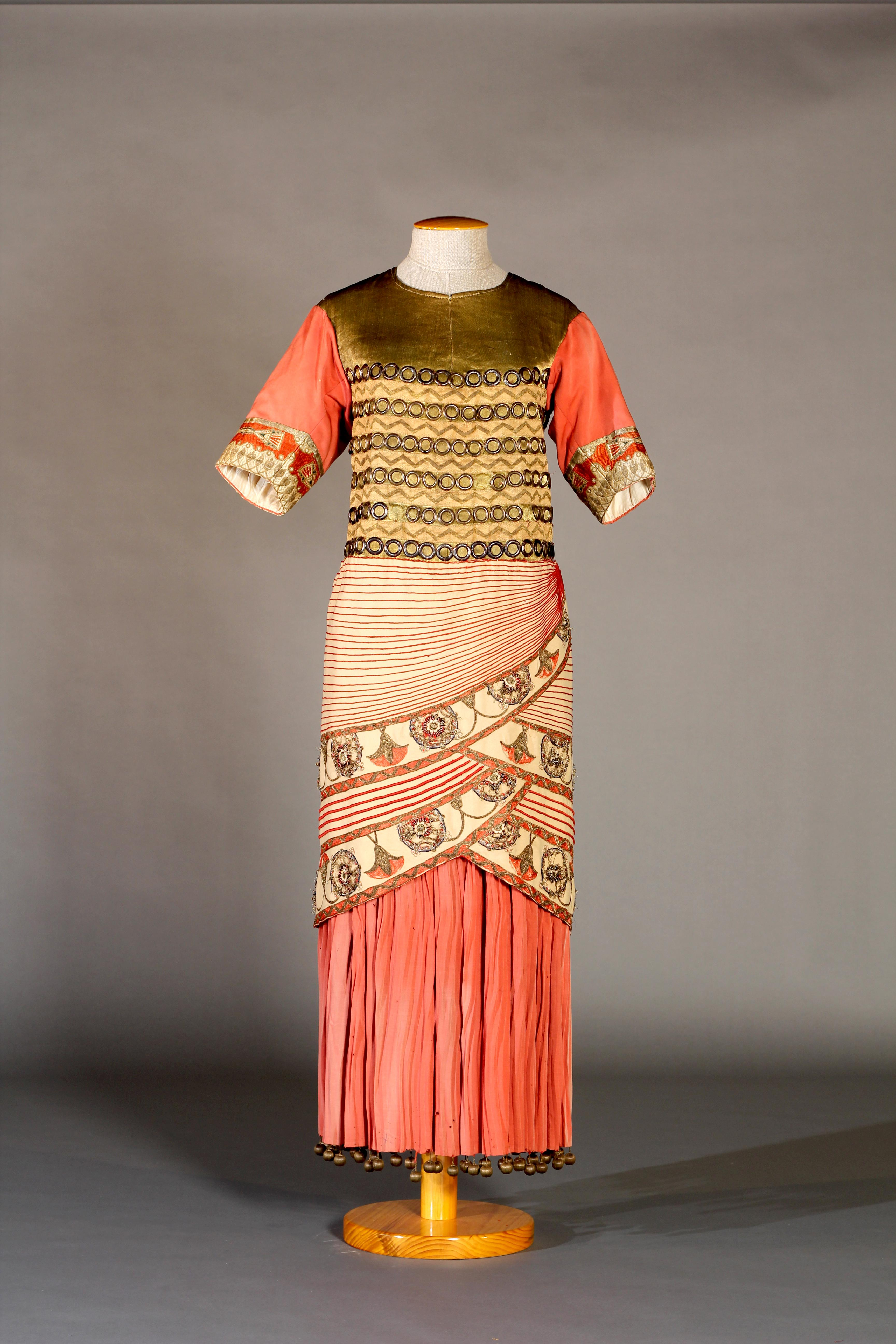
Vestit de "Radamés", utilitzat per Francesc Viñas
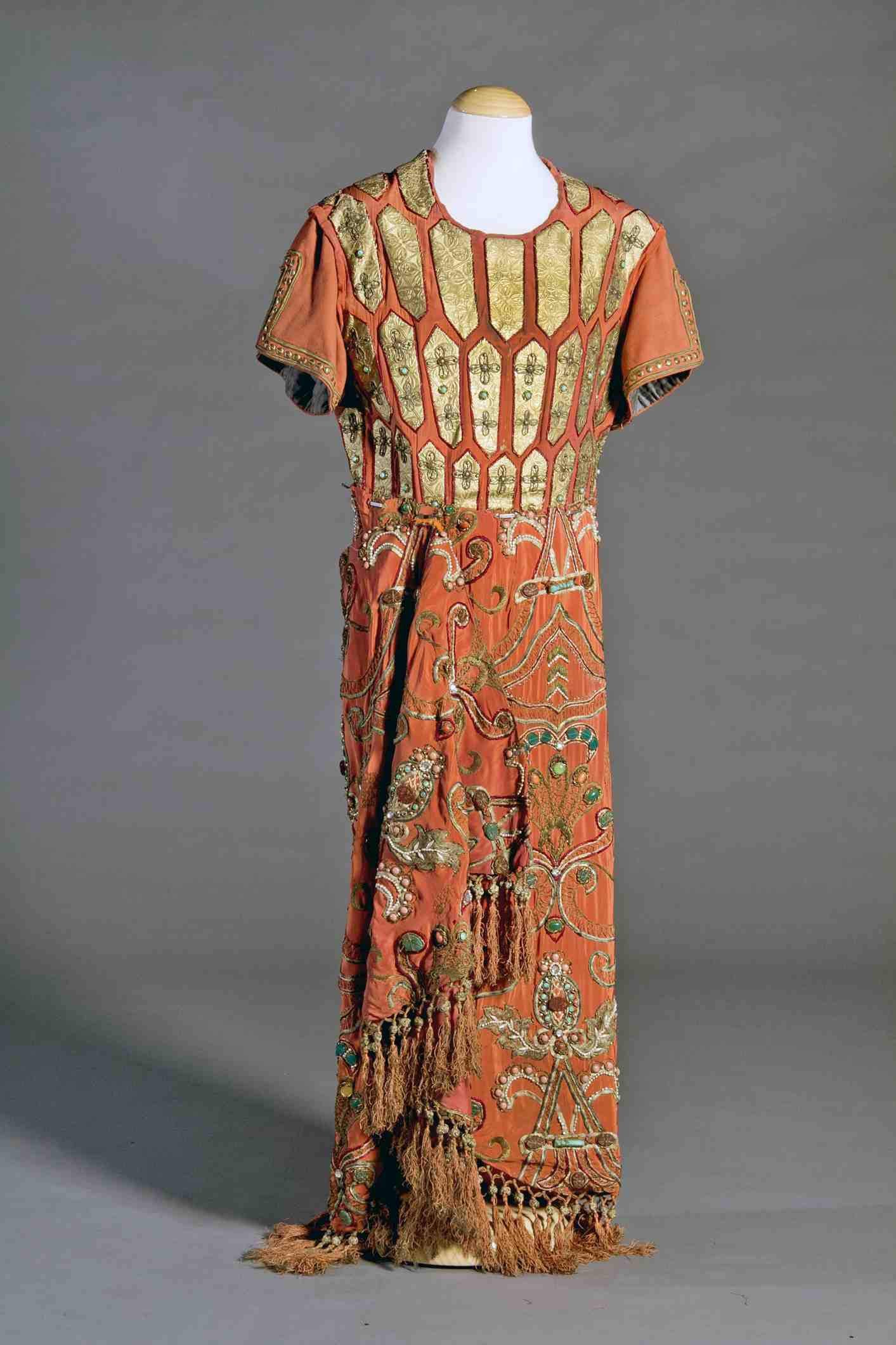
Vestit de "Radamés", utilitzat per Francesc Viñas
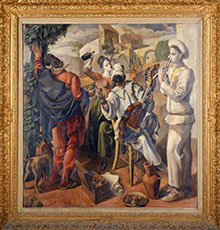
La Commedia dell'Arte de Marià Andreu i Estany
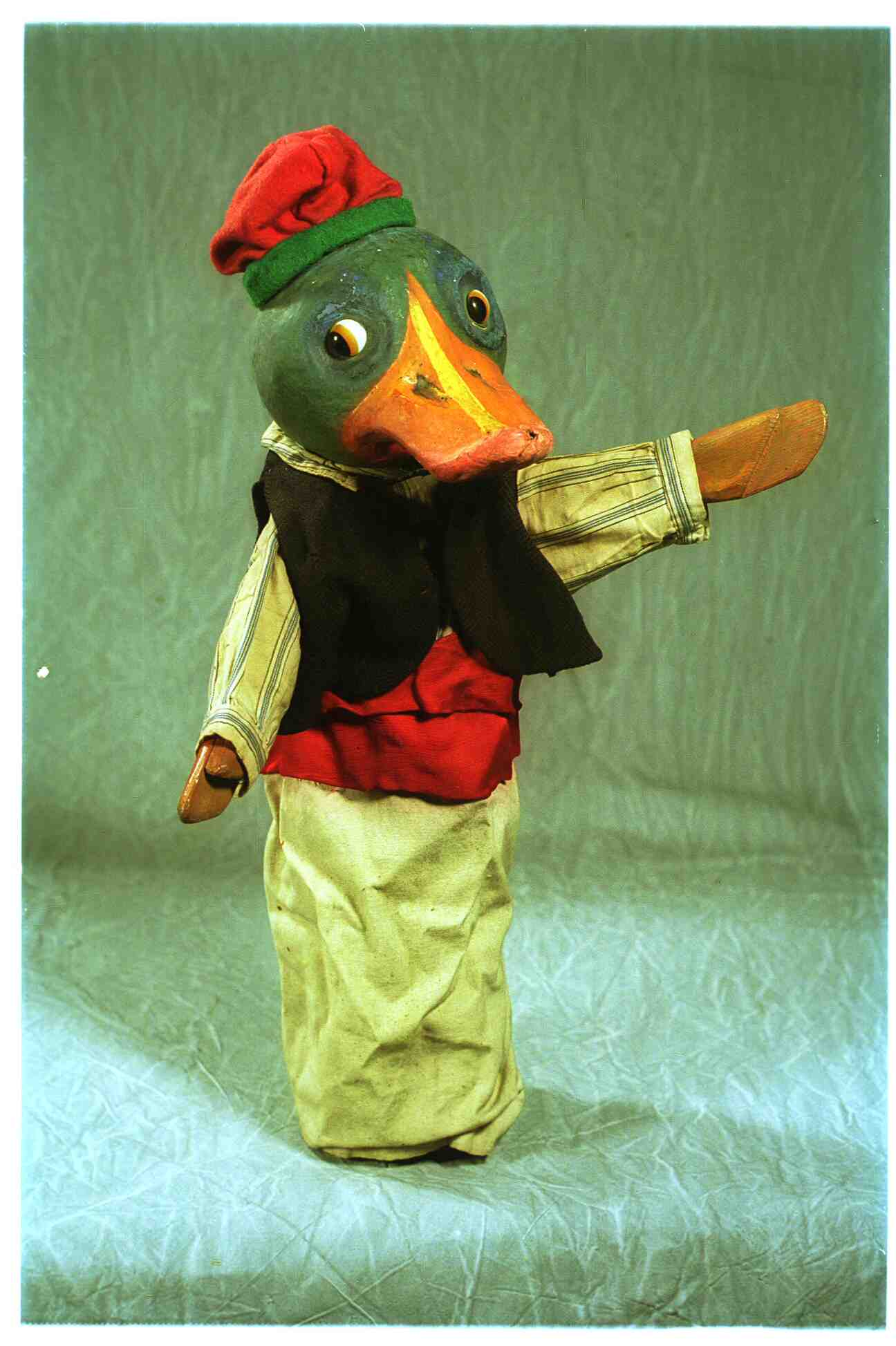
Ànec d'Ezequiel Vigués (Didó)
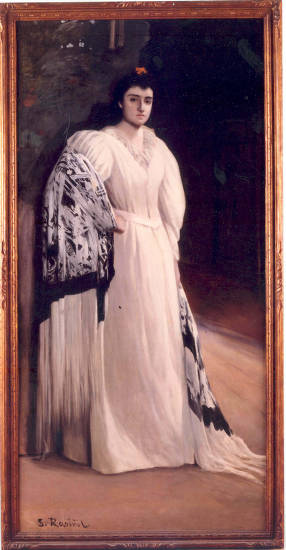
Retrat de Maria Riquelme de Santiago Rusiñol
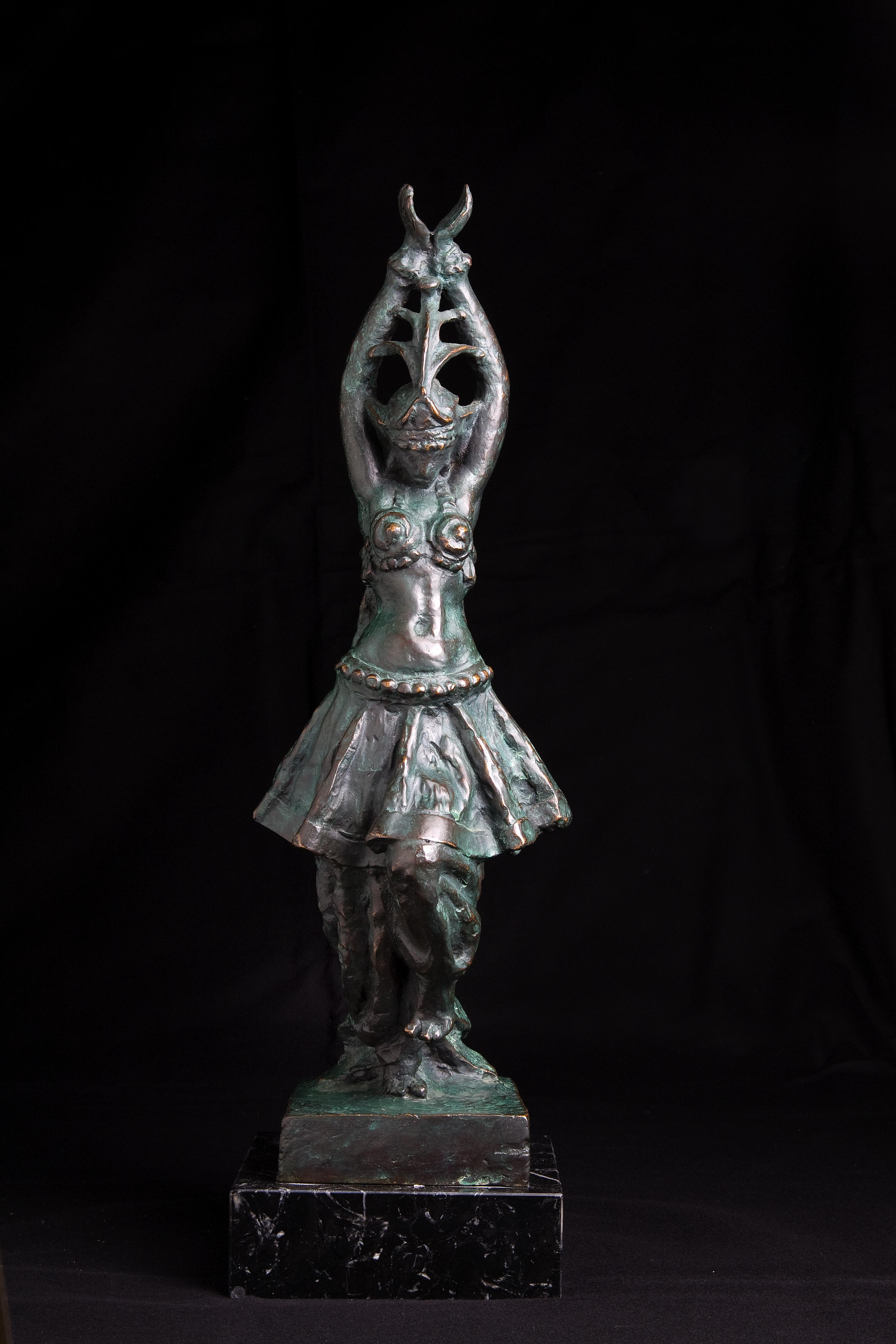
Tórtola Valencia a "Danza oriental" de Josep Viladomat
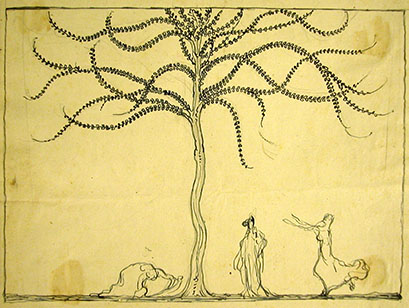
Esbós per a l'obra Nausica. Acte I d'Adrià Gual
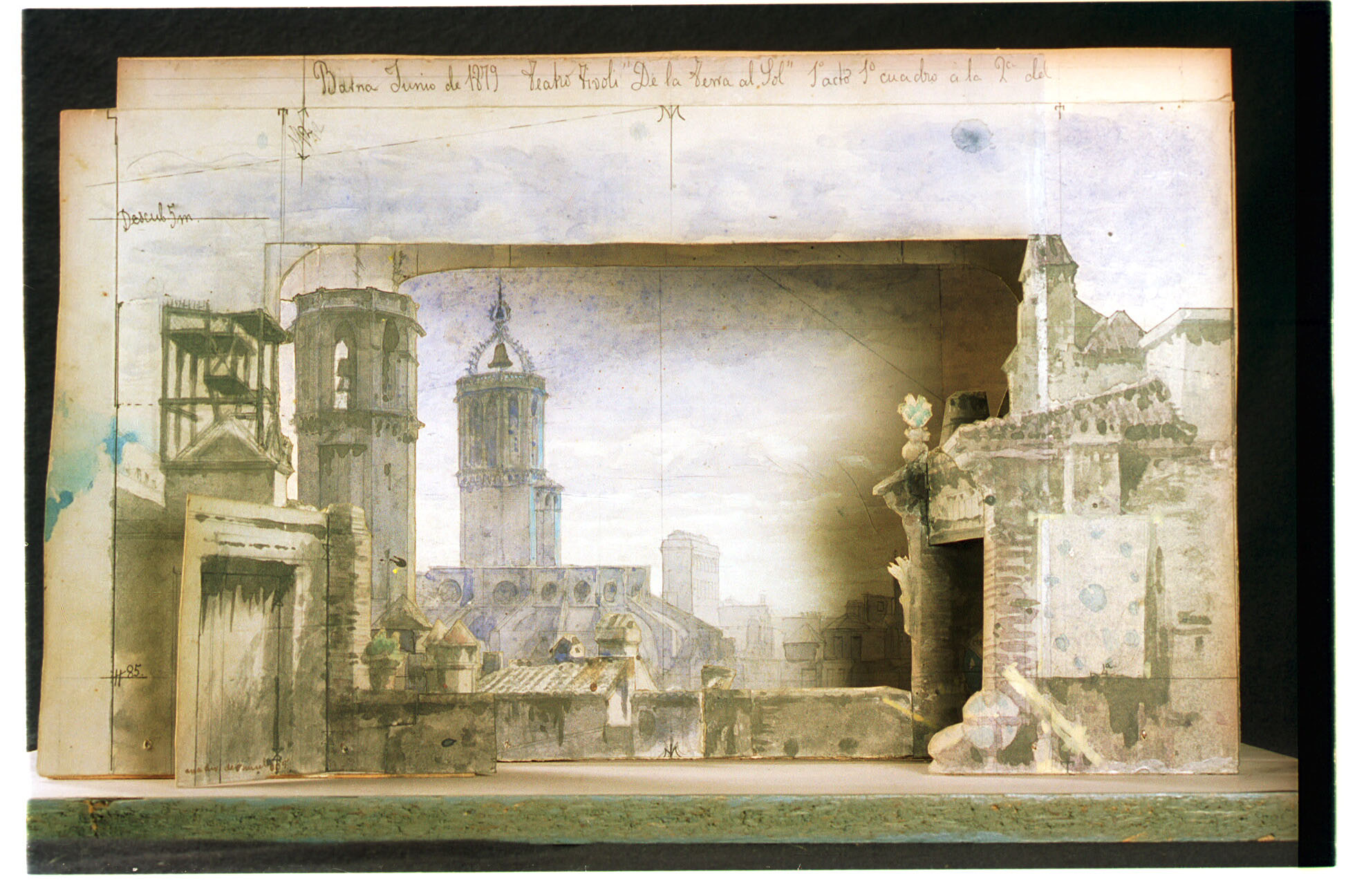
De la terra al sol. Acte I de Francesc Soler i Rovirosa
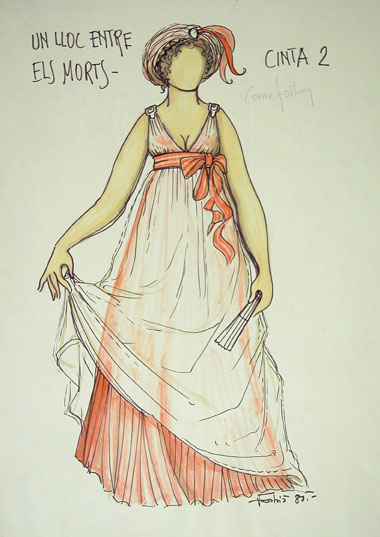
Figurí de Cinta per a "Un lloc entre el morts"
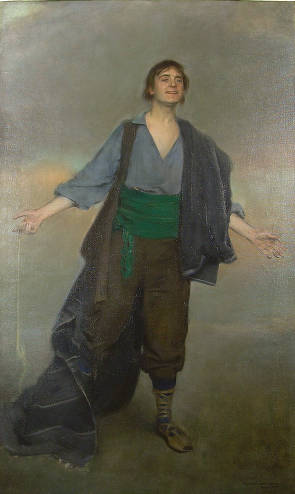
Enric Borràs com a Manelic a Terra baixa de Ramon Casas
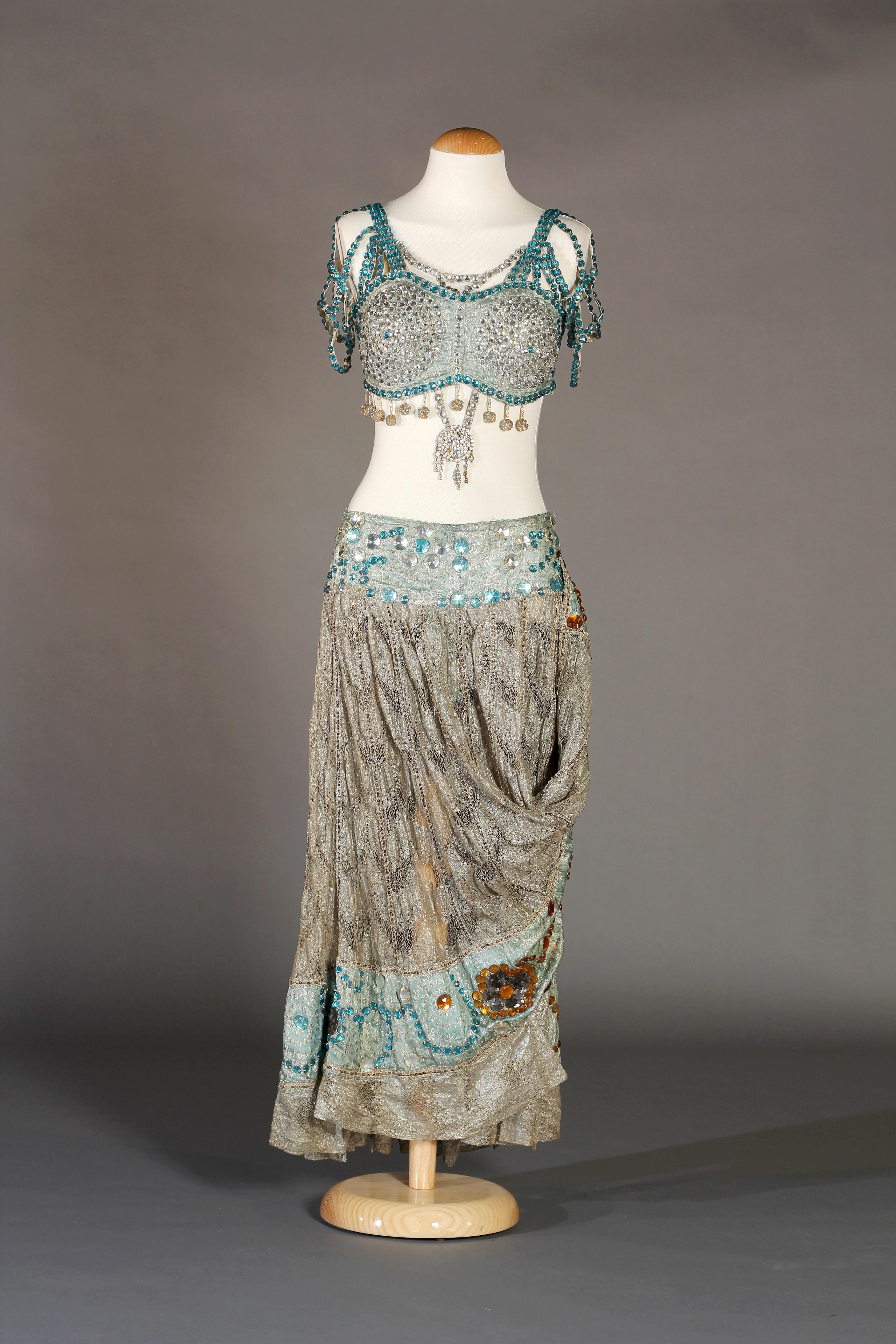
Vestit oriental de Tórtola Valencia
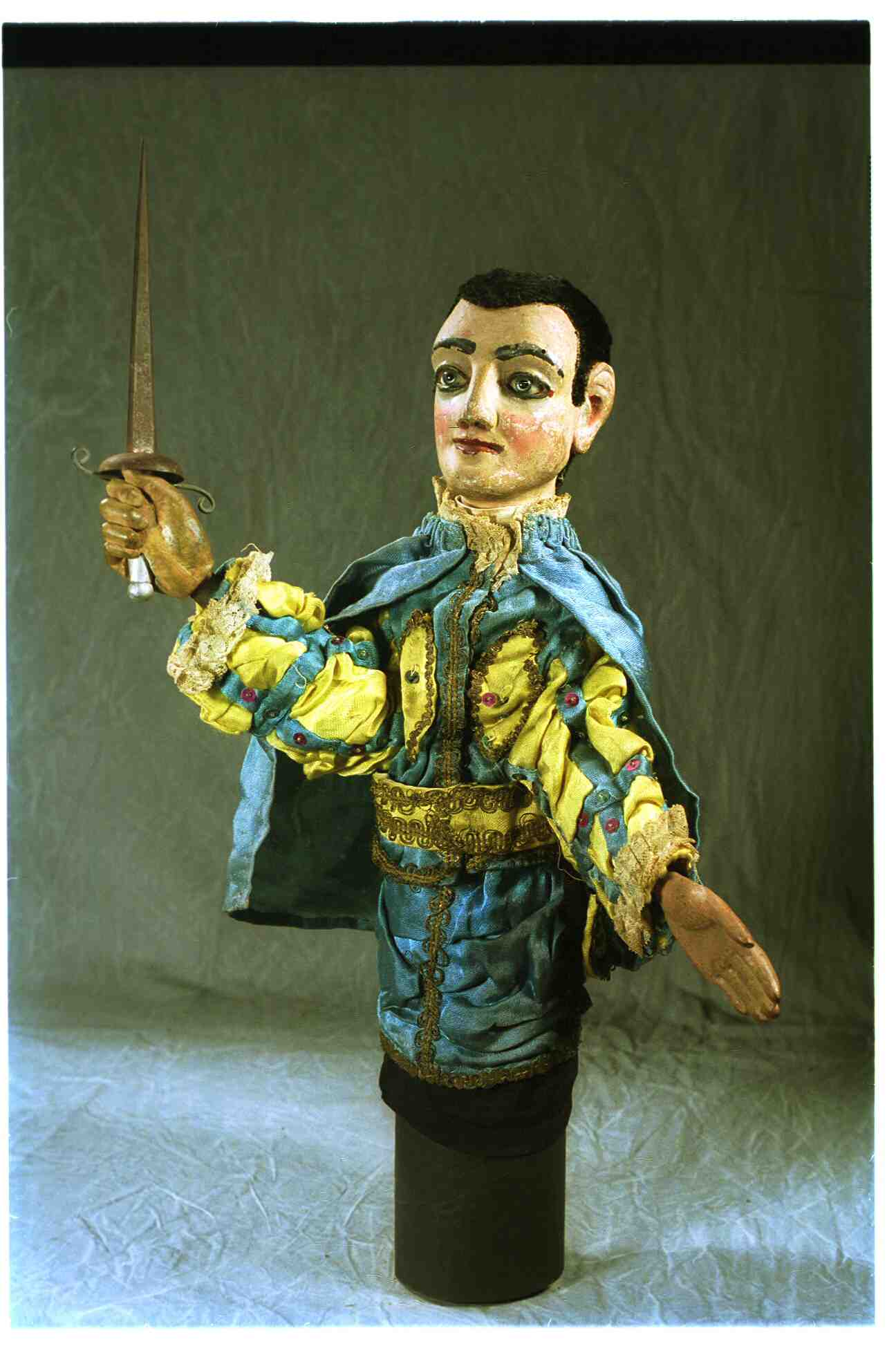
Cavaller "Tranquil o Pericu" de Jaume Anglès
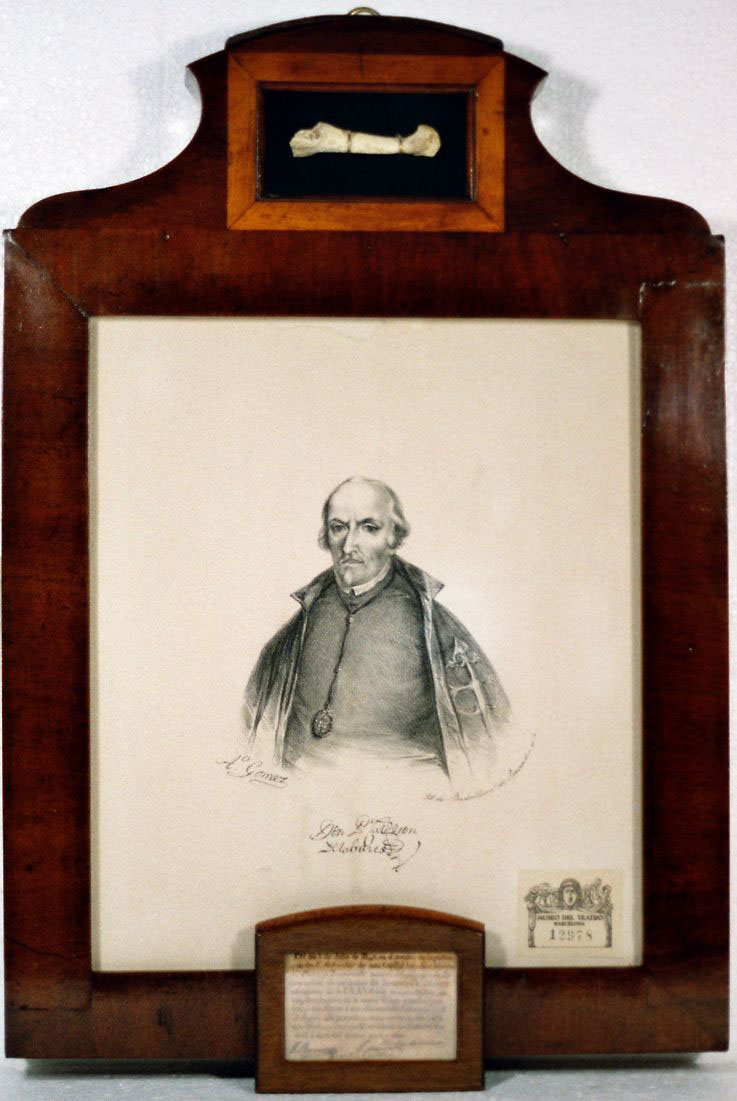
Litografia signada i os de la mà de Calderon de la Barca d'Antonio Gómez Cross

## Exposicions
El Museu de les Arts Escèniques organitza les exposicions temporals i permanents. A més a més, el museu presta les seves exposicions itinerants a altres entitats que vulguin acollir-les o presentar-les. També s'exposen a vegades exposicions d'entitats col·laboradores. Entre d'altres, destaquen: 
- La Memòria de les Arts Efímeres (2015-actualitat)[29][30]
- Josep M. Benet i Jornet. Descripció d'un paisatge (gener del 2018).[31]
- Escola de Mim i Pantomima de l'Institut del teatre (maig 2017).[32]
- L'aventura nord-americana de 'Maria Rosa' de Guimerà (octubre del 2016).[33]
- Adrià Gual. L'escenògraf de la modernitat. (febrer 2013).[34]
- Fabià Puigserver. Teatre d'art en llibertat (octubre del 2012).[35]
- Mostra de cartells modernistes (2009).[36]